# Píseň o Ullikummim

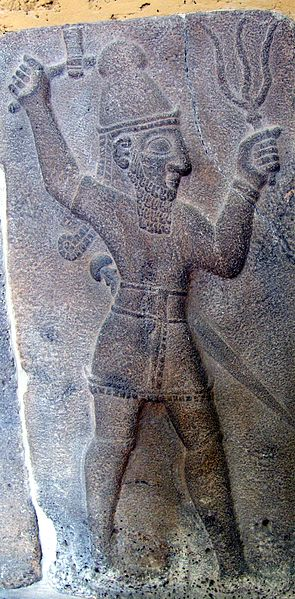
Tešub na basreliéfu z chetitského města Sam'al, Pergamonské muzeum, Berlín

Píseň o Ullikummim je chetitský mytologický text, vycházející z churritské předlohy, jež byl nalezen na nalezišti v tureckém Boğazkale, kde se ve starověku nacházelo Chattušaš, hlavní město Chetitské říše. Kromě toho se v něm objevují také božstva s mezopotámským jmény. Mýtus je nejstarší doloženou verzí kosmogonického mýtu o násilném střídání božských generací, známého především ze starořecké Hésiodovy Theogonie.
Na počátku textu vládne nebi bůh Alalu, jehož syn Anu mu nejdříve projevoval úctu, ale po devíti letech vlády je Alalu svým synem svržen „dolů na tmavou zem“. Za dalších devět let je však Anu taktéž svržen svým synem – Kumarbim. Když se Anu pokoušel před svým synem utéct tak ten ho popadl za nohy, stáhl z nebe a ukousl genitálie, jež následně spolknul – od svého otce se pak dozví, že tak sám sebe oplodnil. Kumarbimu se poté narodí pět božstev, včetně boha bouře Tešuba a Aranzach, bohyně řeky Tigris. Následující část textu je silně poškozená, ale nejspíše vypráví o Kumarbiho neúspěšných pokusech vyplivnout Anuovo semeno a poté o snaze své děti pozřít hned po narození.
Následuje opět souvislý text, podle kterého byl Kumarbi sesazen Tešubem. Kumarbi pak  společně se skálou zplodil čedičové monstrum jménem Ullikummi, jež mu mělo pomoct svrhnout jeho syna. Nestvůra si stoupla na ramena obra Upelluriho stojícího v moři, začala střílet na nebe a ohrožovat bohy, čehož si všiml bůh slunce a varoval Tešuba, který se následně rozplakal. Ištar, sestra boha bouře, se pokusila monstrum obměkčit, ale neúspěšně protože to bylo hluché a slepé a bohové museli ustoupit do své poslední pevnosti zvané Kummija. Před Ullikummim byli zachráněni nápadem boha Tašmišua zajít pro radu za Eaem, který sídlil v Apsu. Ten navrhl ať je monstrum odříznuto od Upelluriho na němž stojí. Díky tomu byl Ullikummi poražen. Zbytek textu je zlomkovitý a nečitelný.